# Cartier (l'opérock)
Pour les articles homonymes, voir Cartier.
 (juin 2017).
Si vous disposez d'ouvrages ou d'articles de référence ou si vous connaissez des sites web de qualité traitant du thème abordé ici, merci de compléter l'article en donnant les références utiles à sa vérifiabilité et en les liant à la section « Notes et références ».
Albums de Robert Charlebois
Immensément
(1992) Le Chanteur masqué
(1996)
Cartier (l’opérock) est un album de chansons du musicien et auteur-compositeur-interprète québécois Robert Charlebois, paru le 11 octobre 1992.

## Liste des titres
Toutes les chansons sont écrites et composées par Jean Charlebois et Robert Charlebois.
| 1.    | Sur le quai (avec Jo Lemaire)              | 4:31 |
| 2.    | It's a rap (par Norman et Richard Groulx)  | 3:08 |
| 3.    | La cantilène de Catherine (par Jo Lemaire) | 4:48 |
| 4.    | Islambada                                  | 4:02 |
| 5.    | Ô cannabis                                 | 3:53 |
| 6.    | Iceberg                                    | 5:09 |
| 7.    | Le reel à Pauline (par Pauline Martin)     | 2:50 |
| 8.    | Zap (avec Jo Lemaire et Pauline Martin)    | 3:56 |
| 9.    | Hôtel Central                              | 3:57 |
| 10.   | Trop                                       | 3:12 |
| 11.   | Peau de chagrin                            | 4:18 |
| 43:44 |                                            |      |